# Sheraton Centre Toronto Hotel

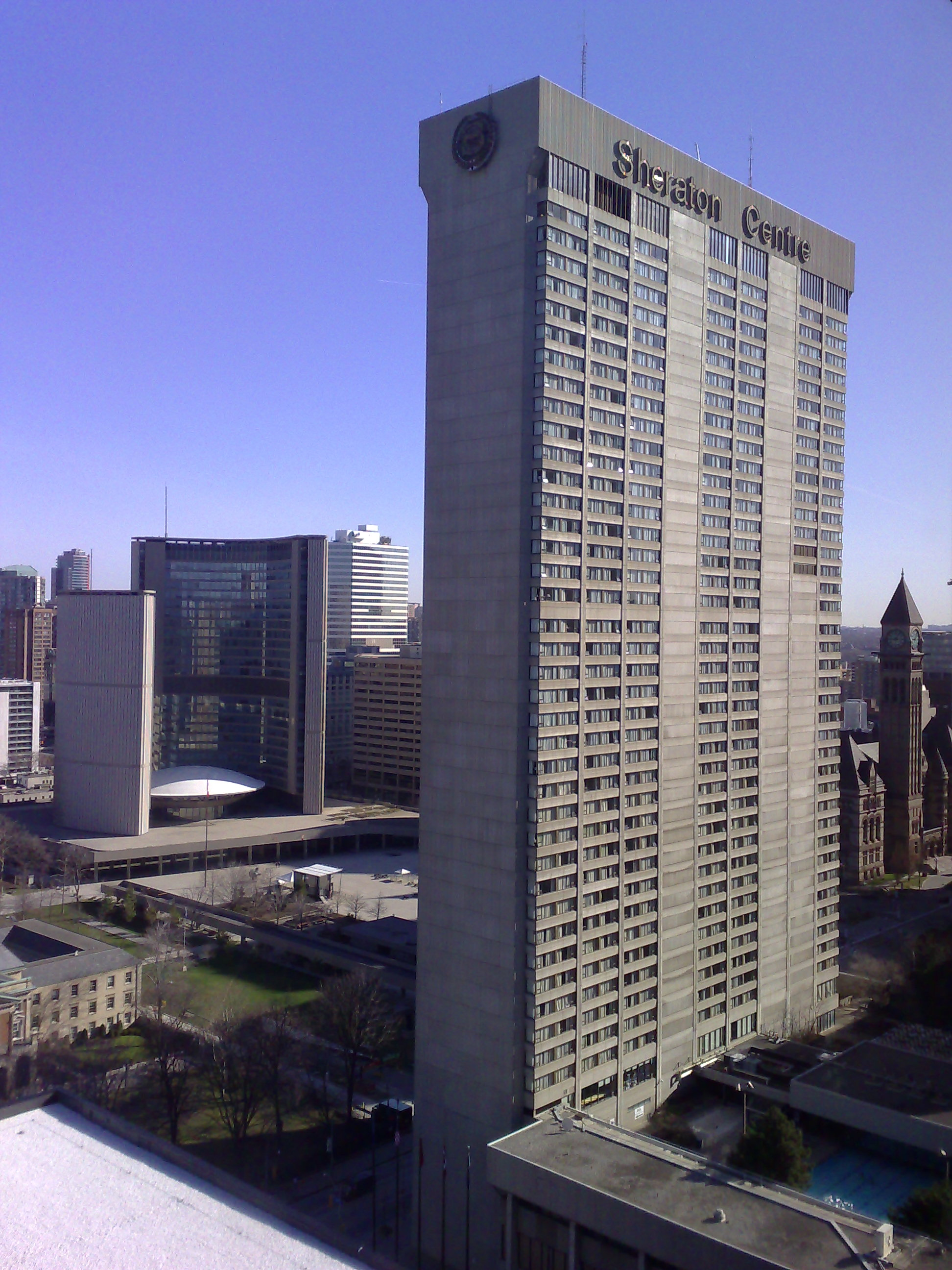
Sheraton Centre Toronto Hotel (2007)

Sheraton Centre Toronto Hotel är ett stort hotell i Toronto, Kanada. Hotellet, som är en skyskrapa med 43 våningar, öppnade 1972. Hotellets adress är 123 Queen Street West.